# 横井弘三
横井 弘三（よこい ひろぞう/こうぞう、1889年〈明治22年〉5月 - 1965年〈昭和40年〉10月11日）は、日本の洋画家。
戸籍名は「ひろぞう」だが、「こうぞう」と呼ばれることも多い。別名に銀河、釣月、耕雲など。丹念に描かれた素朴な印象の作品から、「日本のアンリ・ルソー」と呼ばれた。

## 生涯

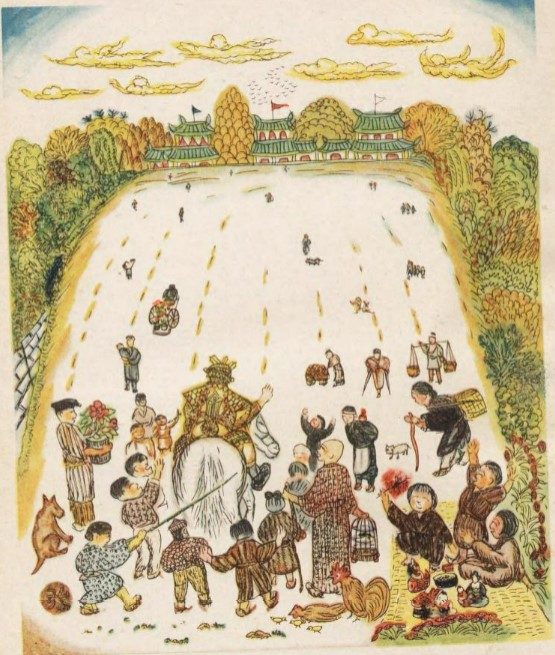
横井弘三による宮沢賢治「北守将軍と三人兄弟の医者」挿絵（1941年）

長野県下伊那郡飯田町（現在の飯田市）に生まれ、3歳ごろ家族で上京し、東京下町で育った。私立大成中学校在学中から東京美術学校への進学を希望していたが、父の強硬な反対にあい断念、早稲田大学商学部に進む。
しかし、画家への夢を諦めることができず、2年で大学を中退して東京電燈に就職。独学で油絵を学ぶ。そして彗星の如く26歳で中央画壇に登場。大正4年（1915年）の第2回二科展に「霽れゆく園」で初入選し、さらに同年から有望な若手画家を対象に新設された第1回樗牛賞も受賞した。翌年の第3回展では二科賞を受賞、大正11年（1922年）に二科会友に推挙された。
大正12年（1923年）、関東大震災が起きると横井は震災にあった子供たちを慰めるため、おもちゃなどを題材にした油彩画を小学校に寄贈しはじめ、翌年の第11回二科展に寄贈作のうち11点をひとつの額におさめた「復興児童に贈る絵」を出品。しかし、石井柏亭ら審査員に陳列拒否をされたため、会友を返上して二科会と決別した。
横井が理想とした展覧会は、無審査で一般の人が自由に作品を発表できるもので、「三科造形美術協会」や「無選首都展」に参加したが、長くは続かなかった。
昭和4年（1929年）童心芸術社を結成。昭和9年（1934年）創作オモチャン会結成。同年、童心芸術社を創立し、第1回童心芸術社展を開催。さらに、念願だった無鑑査展覧会である日本初のアンデパンダン展を計画したが、二科会も同様の企画をしたため、翌年上野で2種類のアンデパンダン展が開催されることとなった。昭和12年（1937年）には日本漆絵協会を創立した。
戦中は静岡県浜松市に疎開、その後、仲間の世話で長野市に疎開。南県町などで暮らす。戦時中は美術報国会への加入を拒絶したため絵の具の配給が受けられず、電気会社に徴用工として勤務。戦後は露天商をしながら絵を描いたり、長野工業高校などで数年間美術教師をしたりして生計を立てる。その一方で創作意欲は衰えず、昭和21年（1941年）から善光寺の白蓮坊でたびたび個展を開くようになる。昭和27年（1952年）には、信州新町水内小学校に100日間滞在。地域の人々から歓迎を受け、30余点を製作した。
昭和31年（1956年）、南県町の裾花館に転居。この頃から焼絵やプラスチック顔料などの研究をすすめ、新技法や画材の開発に挑戦するようになり、昭和35年（1960年）からは焼絵の普及のために積極的に活動し、長野や東京で焼絵による個展も開催した。
昭和36年（1961年）、友人が無断で出品した作品が第23回一水会展の一般佳作を受賞。翌年、一水会の会員となり、その後も同展に出品した。昭和40年（1965年）、食道がんによる衰弱が目立つようになり、一水会展の東京会場が終了した翌日、心不全のため死去。76歳だった。

## 作風と人柄
小崎軍司は「横井弘三の生涯と芸術」（『画集 横井弘三の世界』郷土出版社所収）で、「横井弘三は自己の天才を信じて生きた、逞しい曲者なのである。そして、その作品は横井以外の人には模倣しようとしてもできない独特の絵画の世界を創っている」と述べている。
横井の写生旅行は広島、山梨など全国にわたり、その土地の人々に歓待された。そしてその風景・人々が描かれた作品は地元の人々に贈られ、現在もなお横井の思い出と共に各地に保管されている。中央画壇から距離を置いたため、経済的に恵まれたわけではなかったが、多くの人々と交流を持った。横井の生涯の変わらぬテーマは、家族や子供への愛である。横井は「芸術は万人のもの」という博愛主義を貫き通し、人々に愛された「聖者」の画家であった。